# Teorema de recurrència de Poincaré
En matemàtiques i física, el teorema de la recurrència de Poincaré estableix que certs sistemes dinàmics, després d'un temps prou llarg però finit, tornaran a un estat arbitràriament proper a (per a sistemes d'estat continu), o exactament igual que (per a sistemes d'estats discrets), el seu estat inicial.
El temps de recurrència de Poincaré és el temps que transcorre fins a la recurrència. Aquest temps pot variar molt segons l'estat inicial exacte i el grau de proximitat requerit. El resultat s'aplica a sistemes mecànics aïllats subjectes a algunes limitacions, per exemple, totes les partícules han d'estar lligades a un volum finit. El teorema es discuteix habitualment en el context de la teoria ergòdica, els sistemes dinàmics i la mecànica estadística. Els sistemes als quals s'aplica el teorema de la recurrència de Poincaré s'anomenen sistemes conservatius.
El teorema porta el nom d'Henri Poincaré, que el va discutir el 1890. Constantin Carathéodory va presentar una prova utilitzant la teoria de la mesura el 1919.

## Formulació precisa
Qualsevol sistema dinàmic definit per una equació diferencial ordinària determina un mapa de flux f t mapejar l'espai de fase sobre si mateix. Es diu que el sistema conserva el volum si el volum d'un conjunt en l'espai de fases és invariant sota el flux. Per exemple, tots els sistemes hamiltonians conserven el volum a causa del teorema de Liouville. Aleshores, el teorema és: si un flux conserva el volum i només té òrbites limitades, aleshores, per a cada conjunt obert, qualsevol òrbita que talla aquest conjunt obert el talla infinitament sovint.

## Declaració formal
Sigui
{\displaystyle (X,\Sigma ,\mu )}
un espai de mesura finita i sigui
{\displaystyle f\colon X\to X}
ser una transformació que preserva la mesura. A continuació es mostren dues afirmacions alternatives del teorema.

### Teorema 1
Per a qualsevol {\displaystyle E\in \Sigma }, el conjunt d'aquests punts {\displaystyle x} de {\displaystyle E} per al qual existeix {\displaystyle N\in \mathbb {N} } tal que {\displaystyle f^{n}(x)\notin E} per a tots {\displaystyle n>N} té una mesura zero.
En altres paraules, gairebé tots els punts de {\displaystyle E} torna a {\displaystyle E}. De fet, gairebé tots els punts retornen infinitament sovint; és a dir
{\displaystyle \mu \left(\{x\in E:{\text{ there exists }}N{\text{ such that }}f^{n}(x)\notin E{\text{ for all }}n>N\}\right)=0.}

### Teorema 2
La següent és una versió topològica d'aquest teorema:
Si {\displaystyle X} és un segon espai de Hausdorff comptable i {\displaystyle \Sigma } conté el sigma-àlgebra de Borel, després el conjunt de punts recurrents de {\displaystyle f} té tota la mesura. És a dir, gairebé tots els punts són recurrents.
De manera més general, el teorema s'aplica als sistemes conservadors, i no només als sistemes dinàmics que conserven la mesura. A grans trets, es pot dir que els sistemes conservadors són precisament aquells als quals s'aplica el teorema de la recurrència.

## Versió mecànica quàntica
Per als sistemes mecànics quàntics independents del temps amb estats propis d'energia discrets, es compleix un teorema similar. Per a cada {\displaystyle \varepsilon >0} i {\displaystyle T_{0}>0} existeix un temps T més gran que {\displaystyle T_{0}}, tal que {\displaystyle ||\psi (T)\rangle -|\psi (0)\rangle |<\varepsilon }, on {\displaystyle |\psi (t)\rangle } denota el vector d'estat del sistema en el temps t.
.